# Ваньє (острів)
Ваньє (фр. Île Vanier) — острів Канадського Арктичного архіпелагу. Також входить до групи Острови Королеви Єлизавети та до групи островів Архіпелаг Паррі. Станом на 2012 рік — безлюдний.

## Етимологія
Острів названо на честь відомого канадського дипломата та політика Жоржа Ваньє, генерал-губернатора Канади від 1959 до 1967 року.

## Географія
Площа острова становить 1126 км². Довжина берегової лінії — 169 км. Острів має овальну форму. Довжина (із заходу на схід) становить 53 км, найбільша ширина (з півночі на південь) — 28 км. Ландшафт острова утворює ряд пагорбів, що піднімаються на висоту до 200 м, розділених глибокими долинами річок.
Найбільший у групі з 4 великих островів — Алегзандер, Массі, Ваньє, Камерон, які простягаються на північ уздовж західного узбережжя острова Батерст. Від острова Камерон, що лежить на північ, острів Ваньє відокремлює протока Арнот (Arnott Strait), найменша ширина якої становить 3,75 км, від вузького острова Массі, що лежить на південь — протока Пірс шириною 2 км, від острова Батерст — затока Ерскін, ширина якої в найвужчій частині становить 9,3 км.